# 1995年8月逝世人物列表
1995年逝世人物列表：1月 - 2月 - 3月 - 4月 - 5月 - 6月 - 7月 - 8月 - 9月 - 10月 - 11月 - 12月
1995年8月逝世人物列表，是用於匯總1995年8月期間逝世人物的列表。

## 依日期排序

### 1日
- 朱利安·貝倫德羅，83歲，西班牙公路自行車運動員[1]
- 菲利斯·布魯克斯，80歲，美國女演員和模特。[2]
- 玛尔塔·格嫩格，83歲，德國游泳運動員和奧運選手。[3]
- 科林·福克蘭·格雷，80歲，二戰期間紐西蘭王牌戰鬥機。[4]
- 埃絲特·繆爾，92歲，美國女演員。[5]
- 高·帕塔薩拉蒂，83歲，印度記者、教育家和外交官。
- 魯道夫·札林格，75歲，奧地利-俄羅斯藝術家。

### 2日
- 歐文·巴澤隆，73歲，美國當代古典音樂作曲家。[6]
- 布里姆洛男爵托馬斯·布里姆洛，79歲，英國外交官。[7]
- 莉蓮·布朗森，92歲，美國女演員。[8][9]
- 弗雷德·戴利，83歲，澳大利亞政治家。
- 伊娃·格烈達爾，68歲，丹麥政治家。
- 翁納·吉尼斯，85歲，盎格魯-愛爾蘭社交名流，社會主持人和藝術收藏家。
- 尤里·約瑟福維奇·科瓦爾，57歲，俄羅斯作家、藝術家和編劇[10]
- 胡安·洛佩斯·莫克特祖馬，63歲，墨西哥電影導演和演員。[11]
- 布萊恩·史密斯，54歲，加拿大冰球運動員和體育廣播員[12]
- 鄭君綿，78歲，香港演員。

### 3日
- 萊昂內爾·菲利亞斯·科德爾，80歲，加拿大政治家。[13]
- 哈里·克拉夫特，80歲，美國職業棒球大聯盟球員和經理。[14]
- 瑪麗·莉娜·福克，69歲，美國高爾夫球手。[15]
- 艾達·盧皮諾，77歲，英裔美國女演員[16]
- 艾倫·米切爾，72歲，英國林務員、樹木學家和植物學家。
- 愛德華·惠特莫爾，62歲，美國小說家。[17]

### 4日
- 亞歷杭德羅·阿爾門德拉斯，76歲，菲律賓政治家。[18]
- 卡爾·安德森，47歲，美國軍官和政治家。[19]
- 雅克·奧伯特，78歲，瑞士昆蟲學家。[20]
- 迪克·巴特爾，87歲，美國棒球運動員[21]
- 喬克·卡羅爾，76歲，加拿大作家、記者和攝影師。[22]
- 吉恩-皮埃爾·弗里施，87歲，盧森堡足球運動員。[23]
- 安東尼歐·里昂維奧拉，82歲，義大利編劇和電影導演。
- J·霍華德·馬歇爾，90歲，美國億萬富翁，石油高管，安娜·妮可·史密斯的丈夫。[24]
- 森田紀一，80歲，日本數學家。[25]
- 拉馬丹說，69歲，埃及政治活動家和人道主義者。[26]

### 5日
- 阿加·哈桑·阿貝迪，73歲，巴基斯坦銀行家。[27]
- 弗萊徹·艾倫，90歲，美國爵士薩克斯管演奏家、單簧管演奏家和作曲家。[28][29]
- 梅納赫·阿維多姆，87歲，以色列作曲家。[30]
- 克拉麗斯·布萊克本，74歲，美國女演員[31]
- 艾倫·布裡奇，50歲，美國概念藝術家。[32]
- 安傑洛·布羅維利，84歲，美國NFL橄欖球運動員。[33]
- J·馬歇爾·布朗，68歲，美國政治家和保險代理人。[34]
- 馬西米利亞諾·卡普佐尼，26歲，義大利橄欖球運動員。[35]
- 馬克·科爾頓，34歲，英國賽車手和軟體作者[36]
- 伊澤特·納尼奇，29歲，波士尼亞陸軍旅長，在行動中陣亡。

### 6日
- 伊爾雅·阿夫，51歲，愛沙尼亞女演員。[37]
- 休·波頓，92歲，美國歷史學家。[38]
- 安德列·弗勒里，92歲，法國作曲家、鋼琴家、管風琴家和教育家。[39]
- 諾曼·哈羅德·利弗，81歲，英國大律師和政治家。
- 納迪拉，27歲，巴基斯坦電影女演員和舞蹈家，兇殺案。
- 托尼·佩納，87歲，義大利裔美國高爾夫球手，高爾夫球杆和裝備設計師。
- 喬治·斯文森，82歲，美國橄欖球運動員。[40]
- 蒙特里特拉莫特，95歲，泰國音樂家和學者[41]

### 7日
- 大衛·貝格爾曼，73歲，美國電影製片人[42]
- 布里吉德·布羅菲，66歲，英國小說家[43]
- 海姆·考夫曼，60歲，以色列政治家。
- 德思禮·麥克林登，30歲，馬恩島演員。
- 唐·派汀金，73歲，美籍以色列貨幣經濟學家。[44]
- 湯姆·斯科特，77歲，蘇格蘭詩人、編輯和散文作家。[45]
- 哈羅德·斯圖爾特，78歲，澳大利亞詩人和東方學者。[46]
- 馬克西姆·坦克，82歲，白俄羅斯蘇聯記者、詩人和翻譯家。

### 8日
- 庫爾特·貝歇爾，85歲，德國黨衛軍軍官，所有納粹集中營的政委。[47]
- 羅納德·比森，58歲，英國板球運動員。[48]
- 費奧多爾·迪亞琴科，78歲，第二次世界大戰期間的俄羅斯/蘇聯狙擊手
- 卡羅爾·休斯，85歲，美國女演員。
- 赫爾伯特·伊爾費爾德，81歲，德國空軍軍事飛行員和戰鬥機王牌。

### 9日
- 特奧多羅·阿爾卡爾德，81歲，秘魯足球運動員。[49]
- 傑里·加西亞，53歲，美國吉他手[50]
- 孫錦順，88歲，中國足球運動員。
- 羅穆阿德·斯帕索夫斯基，74歲，波利斯外交官，大使和叛逃者[51]

### 10日
- 海斯·範阿爾登納，65歲，荷蘭政治家[52]
- 萊奧·阿波斯特，69歲，比利時哲學家。[53]
- 唐納德·比塞特，84歲，英國角色演員和兒童作家。.[54]
- 湯瑪斯·艾略特·鮑曼三世，76歲，美國癌症學家。[55]
- 周煒良(W.L. Chow)，85歲，中華民國中央研究院第3屆(數理科學組)院士。[56][57]
- 弗洛萊斯坦·費南德斯，75歲，巴西社會學家和政治家。
- 約瑟琳·蓋爾，78歲，法國電影女演員。[58]
- 費伊·H·克諾普，76歲，美國貴格會牧師，和平與民權宣導者。[59]
- 馬塞爾·穆西，71歲，法國編劇和電視導演。
- 哈里尚卡·帕賽，72歲，印度作家。
- 奧爾多·普羅蒂，75歲，義大利男中音。[60]
- 巴巴·雷傑布，93歲，阿爾巴尼亞伊斯蘭學者和蘇菲派。
- 尼洛·雷塔，88歲，芬蘭政治家。
- 蒂基裡班達蘇巴辛格，81歲，斯里蘭卡政治家。
- 雷·惠特托恩，83歲，澳大利亞政治家。
- 彼得·威廉姆斯，81歲，英國設計師和舞蹈評論家[61]

### 11日
- 莉比·阿特華格，80歲，加拿大藝術家和教育家。[62]
- 卡雷爾·伯曼，76歲，捷克作曲家、歌劇演唱家、音樂教育家。[63]
- 山姆·伯曼，88歲，1940年代和1950年代的美國漫畫家[64]
- 約瑟夫·伯明罕，76歲，愛爾蘭工黨政治家。[65]
- 阿朗佐·丘奇，92歲，美國數學家。[66]
- 雷金納德·托馬斯·戴特，74歲，澳大利亞足球運動員。
- 戴蒙·埃奇，45歲，美國音樂家，心臟病發作。
- 菲爾·哈裡斯，91歲，美國喜劇演員和演員[67]
- 威爾伯·斯塔克，83歲，美國作家，電影、電視、廣播製片人和導演。[68]
- 赫伯特·桑姆森，96歲，英國管風琴家。[69]

### 12日
- 鮑比·伯恩斯，90歲，加拿大冰球運動員（芝加哥黑鷹隊）。[70]
- 珍·查珀爾，70歲，美國鄉村歌手和詞曲作者。[71]
- 弗蘭克·克維塔諾維奇，67歲，加拿大電影製片人。[72]
- 路易絲·洛里默，97歲，美國女演員。[73]
- 馬提·佩屈，70歲，美國編曲家、作曲家、鋼琴家和樂隊領隊[74][75]
- 布魯諾·帕斯奎尼，80歲，義大利自行車賽車手。[76]
- 阿基萊·托利亞尼，71歲，義大利歌手和演員。
- 費利佩·特倫普，77歲，阿路巴州州長。

### 13日
- 艾莉森·哈格裡夫斯，33歲，英國登山者[77]
- 佩爾-雅克茲·埃萊亞斯，80-81歲，布列塔尼舞臺演員，記者，作家，詩人和作家。[78]
- 揚·克熱薩德洛，68歲，捷克心理學家、小說家和詩人。[79]
- 米奇·曼特爾，63歲，美國棒球運動員[80]
- 傑西·湯瑪斯，84歲，美國藍調歌手。[81]
- 漢娜·瓦格，91歲，德國電影女演員。

### 14日
- 赫爾穆特·博曼，82歲，德國歷史學家。[82]
- 拉布倫·哈裡斯，86歲，美國高爾夫球手和高爾夫教練。[83]
- 弗朗西斯·瑪格麗特·麥奎爾，95歲，澳大利亞作家，社區領袖和慈善家。
- 茲德涅克·斯皮納爾，79歲，捷克斯洛伐克古生物學家和作家。

### 15日
- 埃爾比鮑澤，77歲，美國藍調鋼琴家和歌手。[84]
- 邁克爾·赫斯，43歲，愛爾蘭裔美國律師，RNC首席法律顧問，愛滋病併發症。
- 漢弗萊·摩爾，86歲，英國和平主義者和記者。[85]
- 雷金納德·羅德裡格斯，73歲，印度曲棍球運動員和奧運選手。[86]
- 約翰·卡梅隆·史維茲，89歲，美國新聞評論員和遊戲節目小組成員。[87]

### 16日
- 布魯克·本傑明，66歲，英國數學物理學家和數學家。[88]
- 吕比萨·布罗西奇，83歲，塞爾維亞足球經理。
- 艾琳·德·利科夫斯基，96歲，法國政治家。[89]
- 鮑比·德巴，39歲，美國R&B音樂家[90]
- 奧維塔·考普·霍比，90歲，美國律師，政治家和內閣成員[91]
- 約翰·洛，83歲，蘇格蘭足球運動員。
- J.P.麥卡錫，62歲，美國電臺名人[92]
- 萊昂·莫澤，52歲，美國被定罪的殺人犯[93]
- 豪伊·香农，72歲，美國籃球運動員和教練，肺癌。
- 安東尼奧·維拉爾，82歲，葡萄牙演員。[94]

### 17日
- 喬治·貝克菲，70歲，美國等離子體物理學家，發明家，麻省理工學院教授。[95]
- 沃爾特·卡地亞，73歲，美國拳擊手和演員。[96]
- 邁克·康德羅，49歲，美國搖滾音樂家、製作人和詞曲作者[97]
- 威德·比爾·戴維斯，76歲，美國管風琴家、鋼琴家和編曲家。[98]
- 海倫·辛格·卡普蘭，66歲，奧地利裔美國性治療師[99]
- 霍華德·科赫，93歲，美國編劇[100]
- 蘿莉·邁爾斯，68歲，加拿大足球運動員。
- 朱利葉斯·蒙克，82歲，美國歌舞表演主持人。[101]
- 雅羅斯拉夫·帕普謝克，66歲，捷克電影導演和編劇。[102]
- 卡爾·薩繆爾森，68歲，美式足球運動員。[103]
- 瑪喬麗·塞克斯，90歲，英國教育家和印度和平活動家。[104]
- 大衛·瓦里洛，60歲，英國演員[105]
- 泰德·惠頓，62歲，澳大利亞足球運動員，前列腺癌。

### 18日
- 胡里奧·卡羅·巴羅哈，80歲，西班牙人類學家、歷史學家、語言學家和散文家。[106]
- 亞歷山大·蔡薩爾·貝斯基，82歲，第二次世界大戰期間貝斯基遊擊隊的白俄羅斯領導人。[107]
- 菲力浦·霍金斯，36歲，澳大利亞詩人。[108]
- 迪克·霍根，77歲，美國演員[109]
- 艾力克斯·越飛，76歲，法國電影導演和編劇。[110]
- 詹姆斯·麥克斯韋，66歲，美國演員和導演。[111]
- 赫爾穆特·施洛梅爾，102歲，第二次世界大戰期間的德國國防軍將軍。
- 德米特裡·謝皮洛夫，89歲，蘇聯經濟學家、律師和政治家。
- 安德魯·伍德·威爾金森，81歲，蘇格蘭兒科醫生。[112]

### 19日
- 約翰·H·亞當斯，80歲，美國全國冠軍純種賽馬騎師。[113]
- 西爾維奧·阿馬迪奧，69歲，義大利電影導演和編劇。[114]
- 羅倫·亨利·安西斯，79歲，美國空軍少將。[115]
- 丹尼·阿諾德，70歲，美國製片人、作家、喜劇演員、演員和導演。[116]
- 吉恩·波卡賀，75歲，法國賽艇運動員，曾參加1948年夏季奧運會。[117]
- 傑克·卡特，87歲，澳大利亞板球運動員。[118]
- 羅伯特·弗瑞薛，53歲，美國外交官和大使，交通碰撞。
- 威廉·桑默·約翰遜，82歲，美國化學家和教師。[119]
- 皮埃爾·舍費爾，85歲，法國作曲家[120]

### 20日
- 馬利·德爾沙夫，96歲，德國女演員。[121]
- 保羅·福斯特，75歲，美國福音歌手，與靈魂攪拌器合作。[122]
- 約翰·吉爾摩，63歲，美國爵士薩克斯管演奏家、單簧管演奏家和打擊樂手。[123]
- 比爾·甘迺迪，76歲，美國職業棒球投手。[124]
- 馮·麥克丹尼爾，56歲，美國職業棒球運動員。[125]
- 雨果·普拉特，68歲，義大利漫畫創作者[126]
- 瑞德·羅德斯，64歲，美國踏板鋼吉他手[127]
- 弗拉基米爾·什庫蒂娜，64歲，捷克作家、劇作家、記者和電視製片人[128]

### 21日
- 莎莉·A·拜利，58歲，英國練馬師，純種賽馬的擁有者[129]
- 苏布拉马尼扬·钱德拉塞卡，84歲，印度天體物理學家[130]
- 哈爾·西拉爾，81歲，美國職業籃球運動員。[131]
- 曼弗雷德·多尼克，61歲，德國生物化學家和騎自行車者[132]
- 阿納托爾·費斯托拉里，88歲，烏克蘭裔英國指揮家。[133]
- 斯文·赫格隆德，84歲，瑞典男子自由車運動員。[134]
- 南尼洛伊，69歲，義大利影視導演[135]
- 萊恩·馬丁，76歲，澳大利亞體育廣播員。[136]
- 肯·里卡茲，71歲，西印度板球運動員。[137]
- 羅伯特·T·史密斯，77歲，美國二戰戰鬥機飛行員和飛行王牌。[138]
- 查克·史蒂文森，75歲，美國賽車手。

### 22日
- 吉爾斯·安德魯埃，37歲，法國棋手[139]
- 穆罕默德·烏斯曼·阿裡夫，72歲，印度政治家。
- 約翰尼·凱里，76歲，愛爾蘭足球運動員和經理。[140]
- 何塞·安東尼奧·吉隆，83歲，西班牙長槍黨政治家。[141]
- 勒內·諾頓，45歲，荷蘭足球運動員和經理，心臟病發作。
- 斯特凡·斯洛佩克，80歲，波蘭微生物學家和免疫學家。

### 23日
- 雅羅斯拉瓦·巴耶羅娃，85歲，捷克體操運動員，在1936年夏季奧運會上獲得銀牌。[142]
- 約翰·伯根斯特，60歲，瑞典電影導演和編劇。[143]
- 阿尔弗雷德·艾森施泰特，96歲，德裔美國攝影師。[144]
- 德韋恩·格特爾，31歲，加拿大電子音樂家[145]
- 萊斯利·格雷夫斯，35歲，美國女演員[146]
- 亞瑟·霍爾特，81歲，英國政治家。
- 戈登·懷特，72歲，英裔美國同行和實業家。[147]
- 陈丕显，原中共中央顧問委員會常委、中共中央書記處書記、第六屆全國人民代表大會常務委員會副委員長。
- 克利夫蘭·羅賓遜，80歲，美國民權活動家[148]
- 阿黛爾·辛普森，91歲，美國時裝設計師。[149]
- 西爾維斯特·斯塔德勒，84歲，二戰期間武裝黨衛軍的奧地利指揮官。

### 24日
- 茲比內克·布里尼赫，68歲，捷克電影導演。[150]
- 傑克·伯恩斯，76歲，澳大利亞足球運動員。[151]
- 加里·克羅斯比，62歲，美國歌手和演員[152]
- 理查·德格納，83歲，美國潛水夫。[153]
- 埃里希·蓋林格，78歲，紐西蘭醫生、作家、出版商。[154]
- 殺手卡爾·克虜伯，61歲，荷蘭裔美國職業摔跤手，心肌麻痹。
- 傑森·麥克羅伊，23歲，英國山地自行車賽車手，交通事故。

### 25日
- 約翰內斯·安東森，73歲，瑞典政治家。[155]
- 約翰·S·巴多，92歲，美國外交官、工程師、部長和學者。[156]
- 約翰·布魯納，60歲，英國科幻作家[157]
- 雍仁親王妃勢津子，85歲，日本皇室成員，心力衰竭。
- 弗朗西斯·勞倫斯·喬賓，81歲，加拿大政治家，曼尼托巴省副州長。
- 尤金·麥克道爾，32歲，美國籃球運動員。
- 盧米利亞·帕約，47歲，俄裔阿爾巴尼亞作家和記者。
- 布雷德·史基斯塔，47歲，挪威足球運動員和經理。[158]
- 道格·斯特梅爾，43歲，美國搖滾貝斯手和歌手[159]

### 26日
- 安東尼奧·布蘭卡喬，72歲，義大利法官[160]
- 約翰·科斯特洛，51-52歲，英國軍事歷史學家。[161]
- 安妮·克里格爾，68歲，法國共產主義歷史學家。[162]
- 托羅的奧利米三世，49歲，烏干達君主，托羅王國第11任奧穆卡馬。[163]
- 羅納德·懷特，56歲，美國音樂家[164]
- 伊芙琳·伍德，86歲，普及速讀的美國教師[165]

### 27日
- 迪克·本特利，88歲，澳大利亞喜劇演員和演員[166]
- 格倫農·派翠克·弗萊文，79歲，美國羅馬天主教會主教。
- 卡爾·吉爾斯，78歲，英國漫畫家。[167]
- 瑪麗·貝絲·休斯，75歲，美國女演員。[168]
- 比格·迪伊·艾爾文，63歲，美國歌手和詞曲作者。
- 瓦茨拉夫·耶澤克，71歲，捷克斯洛伐克/斯洛伐克足球教練。

### 28日
- 厄爾·W·巴斯科姆，89歲，美國視覺藝術家，牛仔競技表演者，發明家和演員[169]
- 邁克爾·恩德，65歲，德國作家[170]
- 湯瑪斯·加德納·福特，77歲，美國政治家和商人。
- 弗里茨·普利斯卡，79歲，德國足球運動員和教練。[171]
- 傑拉德·薩爾頓，68歲，德裔美國計算機科學教授。[172]
- 佩奇·史密斯，77歲，美國歷史學家、教授、作家和報紙專欄作家。[173]
- 邁克爾·沃米倫，38歲，美國記者，英國GQ雜誌編輯[174]

### 29日
- 艾金斯，74歲，美式橄欖球中衛和防守後衛。[175]
- 哈裡·布羅德赫斯特，89歲，英國皇家空軍司令，二戰期間的飛行王牌。[176]
- 塞爾瑪·伯克，94歲，美國雕塑家。[177]
- 恩里克·卡雷拉斯，70歲，秘魯-阿根廷電影導演、編劇和電影製片人。[178]
- 皮埃爾-馬克斯·杜波依斯，65歲，法國古典音樂作曲家和指揮家。[179]
- 阿特·鐘斯，76歲，美國橄欖球運動員。[180]
- 弗蘭克·佩里，65歲，美國電影導演[181]
- 南達·普里馬維拉，97歲，義大利女演員。

### 30日
- 阿格佩，53歲，巴西歌手和作曲家，患有糖尿病。
- 費雪·布雷克，57歲，美國經濟學家[182]
- 卡洛斯·德·安達，87歲，墨西哥短跑運動員。[183]
- 尼古拉·庫茲涅佐夫，64歲，亞塞拜然水球運動員。[184]
- 斯特林·莫裡森，53歲，美國吉他手[185]
- 列夫·波盧加耶夫斯基，60歲，白俄羅斯國際象棋特級大師[186]
- 亞當·維斯涅夫斯基-斯內爾格，58歲，波蘭科幻小說作家，自殺。

### 31日
- 莫瑞·伯恩斯坦，77歲，美國神經科學家。[187]
- 米爾德里德·科爾斯，75歲，美國女演員。
- 貝瑞·李·弗萊查爾德，41歲，美國被定罪的殺人犯[188]
- 大衛花拉，87歲，英國演員。[189]
- 霍斯特·楊生，65歲，德國平面藝術家和版畫家。[190]
- J·艾瑞克·榮松，93歲，美國商人，達拉斯市長。[191]
- 格特魯德·盧克納，94歲，德國社會工作者，二戰期間的反納粹殘餘。[192]
- 卡門·馬修斯，84歲，美國女演員和環保主義者。
- A.A.拉希姆，75歲，印度政治家、自由鬥士和工會部長。
- 賓特·辛格，73歲，印度政治家和旁遮普邦首席部長[193]
- 迪拉瓦爾·辛格·巴巴爾，25歲，印度自殺式炸彈襲擊者和Beant Singh的刺客。[194]